# Lawson Craddock
Pour les articles homonymes, voir Lawson et Craddock.
Gregory Lawson Craddock, né le 20 février 1992 à Houston, est un coureur cycliste américain.

## Biographie

### Jeunesse et carrière amateur
Lawson Craddock est le fils de Tom Craddock, cycliste de descente professionnel dans les années 1980 et au début des années 1990. Celui-ci arrête sa carrière à la naissance de Lawson en 1992. Il lui fait découvrir le vélo, ainsi qu'à son frère Parker, de deux ans son aîné. À l'âge de dix ans, Lawson Craddock est emmené par son père au Alkek Velodrome de Houston afin de disputer un omnium, sa première compétition, qu'il remporte,. Il s'inscrit alors au Northwest Cycling Club, dans la même ville. À quatorze ans, il participe à son premier camp de formation régional. À seize ans, il est invité à un premier camp de la fédération américaine en Europe. Il est champion des États-Unis du contre-la-montre, du scratch et de la course aux points de la catégorie 15-16 ans en 2008.

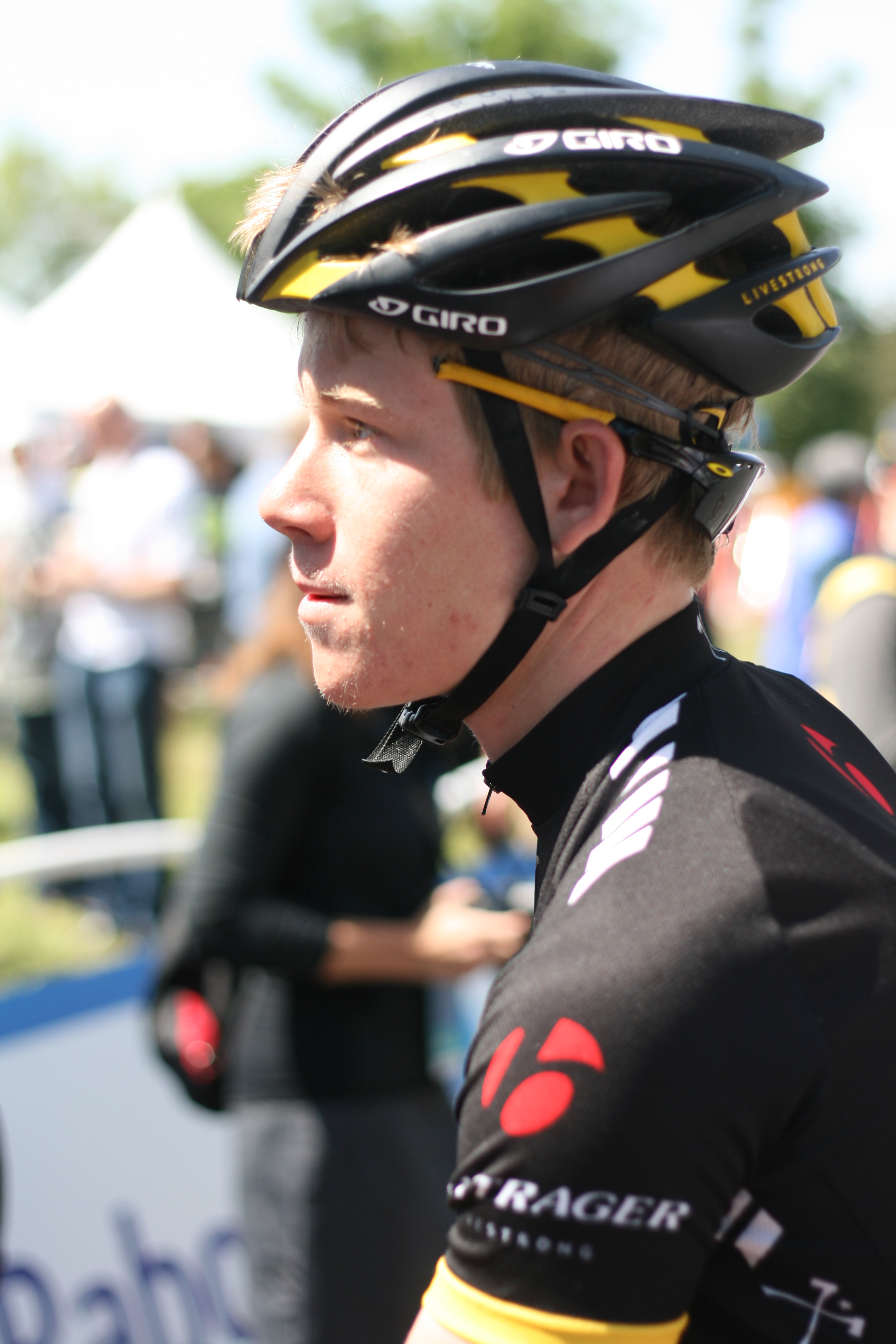
Lawson Craddock au Tour de Californie 2012.

En catégorie junior en 2009, il gagne le contre-la-montre du Tour du Pays de Vaud, obtient la médaille d'argent du championnat du monde junior du contre-la-montre et se classe quatrième du Trofeo Karlsberg. En 2010, il réalise un triplé lors des championnats des États-Unis sur route en s'adjugeant les titres de la course en ligne, du contre-la-montre et du critérium juniors. Il est également champion national de poursuite junior. Il court essentiellement avec l'équipe nationale de sa catégorie durant la saison. Il gagne ainsi le Trofeo Karlsberg et se classe troisième du Paris-Roubaix juniors, deux épreuves de l'UCI Coupe des Nations Juniors. Il gagne également deux étapes du Tour du Pays de Vaud, dont il prend la troisième place finale,, et obtient la médaille de bronze du championnat du monde junior du contre-la-montre.
En 2011, Lawson Craddock passe en catégorie espoirs (moins de 23 ans) et est recruté par la réserve de l'équipe américaine RadioShack, Trek Livestrong U23, appelée Bontrager ensuite. Avec l'équipe nationale des moins de 23 ans, il remporte cette année-là le contre-la-montre du Triptyque des Monts et Châteaux et participe aux championnats du monde sur route. En 2011 et 2012, il est deuxième du championnat des États-Unis du contre-la-montre des moins de 23 ans. Aux championnats panaméricains de 2012, il se classe septième du contre-la-montre et obtient ainsi la médaille de bronze des moins de 23 ans.
En 2013, il gagne une étape du Triptyque des Monts et Châteaux, dont il prend la deuxième place finale. Avec Bontrager, il est amené à courir parmi les professionnels. Il est ainsi quatrième du championnat des États-Unis du contre-la-montre, huitième du Tour de Californie, septième du Tour du Colorado. En fin d'année, il est cinquième du championnat du monde du contre-la-montre espoirs.

### Carrière professionnelle

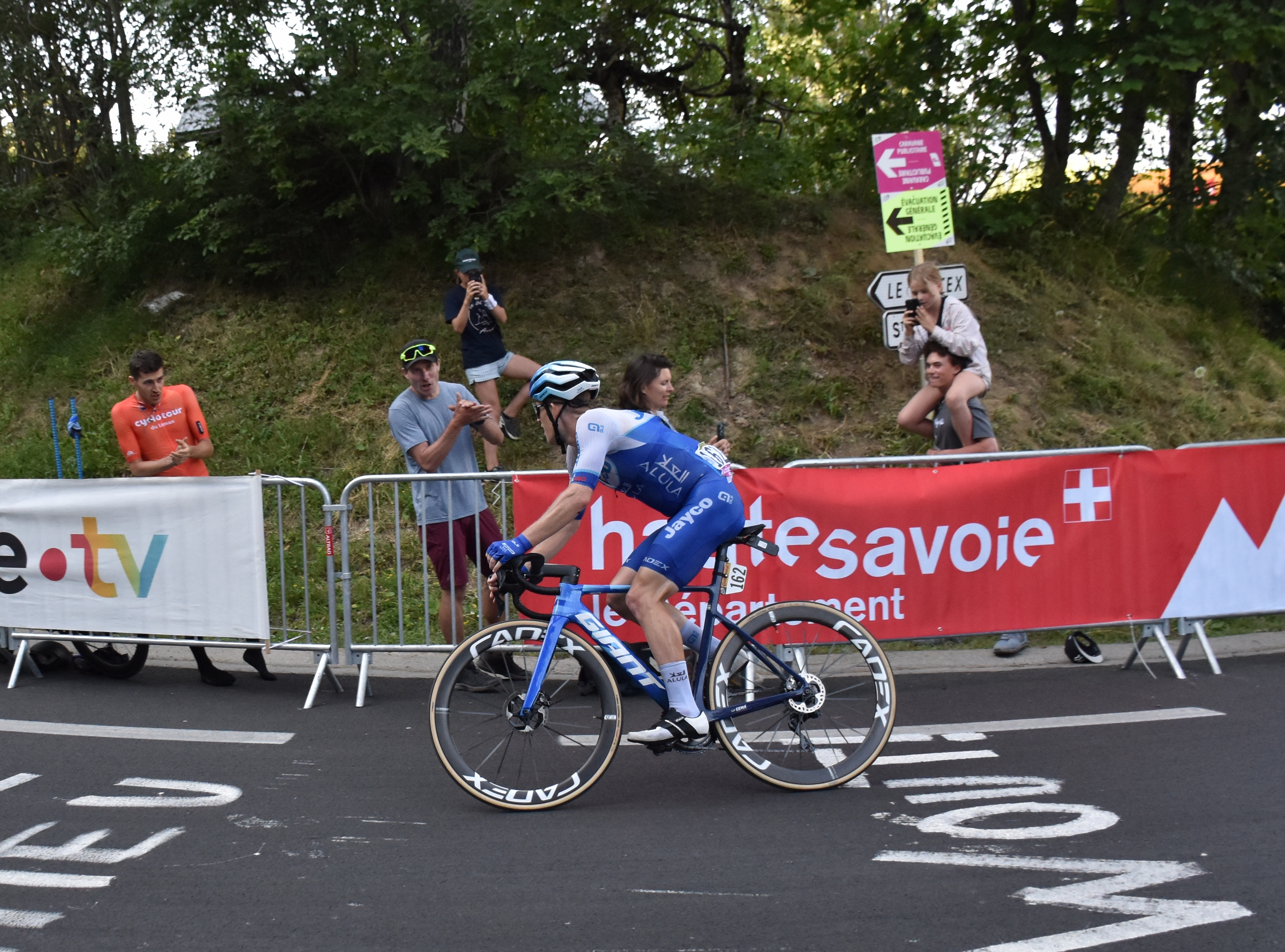
Lawson Craddock - Tour de France 2023 - 4e de la 15e étape, à 1 km de l'arrivée.

En 2014, Lawson Craddock est engagé pour deux ans par l'équipe néerlandaise Giant-Shimano, qui évolue au sein du World Tour. Au printemps, il prend la troisième place du Tour de Californie et remporte le classement du meilleur jeune.
Dès le début de la saison 2015, il chute lourdement lors du Tour Down Under et souffre d'une fracture du sternum. En fin d'année il est retenu pour disputer le contre-la-montre et la course en ligne des championnats du monde de Richmond. Quelques semaines après cette sélection, il signe un contrat avec la formation américaine Cannondale.
En 2016, il est troisième meilleur jeune du Tour La Provence en février puis neuvième du Tour du Pays basque en avril.
En 2018, lors du Tour de France, il est victime d'une chute lors de la première étape et s'en relève avec une omoplate fêlée et une arcade sourcilière explosée. Dès lors, et ce pendant les 21 étapes, il est classé lanterne rouge, c'est-à-dire dernier du classement général. Il est le premier coureur de l'histoire du Tour de France à conserver cette place du début à la fin. Il terminera la course à plus de 4h30 du vainqueur Geraint Thomas.
En octobre 2022, il participe au Tour de Lombardie, où il est membre de l'échappée du jour.
En octobre 2023, Jayco AlUla annonce l'extension de son contrat jusqu'en fin d'année 2024. En juillet 2024, il annonce qu’il compte se retirer du peloton professionnel à la fin de la saison.

## Palmarès, résultats et classements

### Palmarès amateur
| - 2009 - 1re étape de l'Edgar Soto Memorial - 2eb étape du Tour du Pays de Vaud (contre-la-montre) - 3e étape de la Fitchburg Longsjo Classic juniors - 4e étape de la Green Mountain Stage Race juniors - 2e championnat du monde du contre-la-montre juniors - 2010 - Champion des États-Unis sur route juniors - Champion des États-Unis du contre-la-montre juniors - Champion des États-Unis du critérium juniors - Champion des États-Unis de poursuite juniors - 1re étape du Tour de New Braunfels - Prologue de la Ster van Zuid-Limburg - 2e étape du Trophée Centre Morbihan (contre-la-montre) - Prologue et 2eb étape du Tour du Pays de Vaud - Trofeo Karlsberg : - Classement général - 2e et 3ea (contre-la-montre) étapes - Classement général de la Fitchburg Longsjo Classic juniors - 1re étape du Regio Tour (contre-la-montre par équipes) - 2e étape de la Green Mountain Stage Race juniors - 2e du Trophée Centre Morbihan - 3e de Paris-Roubaix juniors - 3e du championnat du monde du contre-la-montre juniors | - 2011 - 2ea étape du Triptyque des Monts et Châteaux (contre-la-montre) - 8ea étape du Tour de Guadeloupe - 2e étape du Hotter'N Hell Hundred - 2e du championnat des États-Unis du contre-la-montre espoirs - 2012 - 5e étape du Tour of the Gila - 2e du championnat des États-Unis du contre-la-montre espoirs - 3e du championnat panaméricain du contre-la-montre espoirs - 3e de la Cascade Classic - 7e du championnat panaméricain du contre-la-montre - 2013 - 2eb étape du Triptyque des Monts et Châteaux - 2e du Triptyque des Monts et Châteaux - 5e du championnat du monde du contre-la-montre espoirs |  |

### Palmarès professionnel
| - 2014 - 3e du Tour de Californie - 2016 - 5e du Tour de Californie - 9e du Tour du Pays basque - 2018 - 9e de l'Amstel Gold Race - 2019 - 6e du championnat du monde du contre-la-montre | - 2020 - 1re étape du Tour Colombia (contre-la-montre par équipes) - 2021 - Champion des États-Unis du contre-la-montre - 2022 - Champion des États-Unis du contre-la-montre |  |

### Résultats sur les grands tours

#### Tour de France
3 participations
- 2016 : 124e
- 2018 : 145e et lanterne rouge
- 2023 : 84e

#### Tour d'Italie
2 participations
- 2020 : non-partant (10e étape)
- 2022 : 107e

#### Tour d'Espagne
5 participations
- 2014 : abandon (14e étape)
- 2015 : 42e
- 2019 : 59e
- 2021 : 69e
- 2022 : 55e

### Classements mondiaux
| Année                                 | 2011 | 2012 | 2013 | 2014 | 2015 | 2016 | 2017 | 2018  | 2019 | 2020  | 2021 | 2022 | 2023 | 2024  |
| ------------------------------------- | ---- | ---- | ---- | ---- | ---- | ---- | ---- | ----- | ---- | ----- | ---- | ---- | ---- | ----- |
| UCI World Tour                        |      |      |      | nc   | 182e | 156e | nc   | 185e  |      |       |      |      |      |       |
| Classement mondial                    |      |      |      |      |      | 243e | nc   | 698e  | 330e | 1519e | 484e | 694e | 655e | 1725e |
| UCI Europe Tour                       | 534e | nc   | 293e |      |      | 455e | nc   | 1432e |      |       |      |      |      |       |
| UCI America Tour                      | 275e | 88e  | 63e  |      |      | 63e  | nc   | nc    | 30e  | 144e  | 47e  | 59e  | 52e  | nc    |
|                                       |      |      |      |      |      |      |      |       |      |       |      |      |      |       |
| Légende : nc = non classéSource : UCI |      |      |      |      |      |      |      |       |      |       |      |      |      |       |